# Ficus remifolia
Ficus remifolia là một loài thực vật có hoa trong họ Moraceae. Loài này được Corner ex C.C.Berg mô tả khoa học đầu tiên năm 2004.